# Jakob Andkjær
Jakob Andkjær, né le 7 mai 1985, est un nageur danois.

## Biographie
Il a étudié à l'Université d'Auburn aux États-Unis. En 2006, il remporte sa première médaille internationale en obtenant le bronze aux Championnats d'Europe au 50 m papillon. En 2007, il décroche la médaille de bronze du 50 m papillon aux Championnats du monde de Melbourne.
En 2008, il participe aux Jeux olympiques de Pékin où il est inscrit dans trois épreuves individuelles, sans passer le cap des séries à chaque fois.

## Palmarès

### Championnats du monde
- Championnats du monde 2007 à Melbourne (Australie) :
  -  Médaille de bronze du 50 m papillon

### Championnats d'Europe
- Championnats d'Europe 2006 à Budapest (Hongrie) :
  -  Médaille de bronze du 50 m papillon